# بن سامرسكيل
بن جيفري بيتر سامرسكيل (بالإنجليزية: Ben Summerskill)‏ الحائز على رتبة الإمبراطورية البريطانية أو بي إي (ولد في 6 أكتوبر 1961 في كينت) هو رئيس الخط الفضي (خط مساعدة هاتفي) ومدير تحالف العدالة الجنائية، وهو اتحاد يضم 135 مؤسسة خيرية تعمل عبر مسار العدالة الجنائية في بريطانيا العظمى. كان الرئيس التنفيذي لمنظمة ستونوول لتحقيق المساواة للمثليين والمثليات ومزدوجي الميول الجنسية ومقرها المملكة المتحدة، وهي أكبر هيئة لتحقيق المساواة للمثليين في أوروبا، من عام 2003 وحتى عام 2014.
تعمل أخته التوأم كلير كفنانة، وعمل هو كرجل أعمال وصحفي. يساهم بن سامرسكيل من حين لآخر في الغارديان، وذي إندبندنت، والأوبزرفر، والتايمز، وتايم أوت، ومنشورات أخرى. حصل على جائزة الإنجاز مدى الحياة في حفل توزيع جوائز مجتمع الميم البريطاني في عام 2015، وعُيّن في عام 2017 من قبل حكومة المملكة المتحدة في مجلس الدائرة الاستشارية للتوفيق والتحكيم (إيه سي إيه أس). عُيّن أمينًا للخط الفضي لأول مرة في عام 2017. 

## النشأة والتعليم
تلقى سامرسكيل تعليمه في مدرسة كوبدن رود للأطفال، ومدرسة أمهيرست كاونتي الابتدائية، ومدرسة سيفينوكس حيث حصل على منحة دراسية، وفي كلية ميرتون في أكسفورد حيث كان ممنوحًا (حائزًا على منحة دراسية صغرى) لكنه تركها بعد سنتين دون الحصول على شهادة.
كتب في وقت لاحق في الغارديان: «ما زلت أتذكر أني كنت مندهشًا للغاية من الظهور-كطالب جامعي- على ملاحظة من مدرس في أكسفورد إلى والد مرشح ناجح: شكرًا جزيلًا على الغداء، والنزهة في اللفائف». 

## الحياة المهنية
بدأت حياته المهنية في المطاعم التجارية. كان مدير العمليات مع كينيدي بروكس من عام 1987 إلى عام 1990، وبعدها في شركة ضيافة تداول اسمها علنًا، ومسؤولًا عن 300 موظف وبلغت مبيعاتها 18 مليون جنيه استرليني في سن السادسة والعشرين.
ارتقى -بعد أن أصبح صحافيًا في عام 1990- إلى منصب مساعد محرر صحيفة  الأوبزيرفر التي انضم إليها في عام 2000 بعد أن عمل مع بيتر هيتشنز وبيتر أوبورن، كمحرر إعلامي لمحرر ديلي إكسبريس روزي بويكوت، ولندن إيفنينج ستاندرد تحت إشراف المحرر والمرشد ماكس هاستينغز، ومجلات أخرى.